# Liste der Kulturgüter in Oberwil bei Büren
Die Liste der Kulturgüter in Oberwil bei Büren enthält alle Objekte in der Gemeinde Oberwil bei Büren im Kanton Bern, die gemäss der Haager Konvention zum Schutz von Kulturgut bei bewaffneten Konflikten, dem Bundesgesetz vom 20. Juni 2014 über den Schutz der Kulturgüter bei bewaffneten Konflikten sowie der Verordnung vom 29. Oktober 2014 über den Schutz der Kulturgüter bei bewaffneten Konflikten unter Schutz stehen.
Objekte der Kategorie A sind im Gemeindegebiet nicht ausgewiesen, Objekte der Kategorie B sind vollständig in der Liste enthalten, Objekte der Kategorie C fehlen zurzeit (Stand: 29. März 2024). Unter übrige Baudenkmäler sind geschützte Objekte zu finden, die im Bauinventar des Kantons Bern als «schützenswert» verzeichnet sind.

## Kulturgüter
| Foto | | Objekt                                                                      | Kat. | Typ | Standort                             | Beschreibung |
| ---- | --- | --------------------------------------------------------------------------- | ---- | --- | ------------------------------------ | --- |
| ja   | Datei hochladen · Wikidata zu Reformierte Kirche und Pfarrhaus, freistehender Glockenstuhl (Q29674361) | Reformierte Kirche und Pfarrhaus, freistehender Glockenstuhl KGS-Nr.: 01146 | B    | G   | Rütistrasse 1, 3, 3a 597400 / 219700 | Bis ins 12. Jahrhundert zurückreichendes Kirchengebäude, mit Spuren von Vorgängerbauten bis ins 9. Jahrhundert. Der geostete Massivbau besitzt einen romanischen Turm in der Südwestecke, einen spätgotischen eingezogenen dreiseitigen Chor von 1506/07 und einem südlichen Annex. Gemeinsam mit dem freistehenden Glockenstuhl, einem offenen Ständerbau aus dem späten 17. Jahrhundert, wird er von einer rundum laufenden Mauer eingefasst. Südöstlich dieses Kirchhofs steht das bis 16. Jahrhundert zurückreichende Pfarrhaus, ein verputzter längsrechteckiger Massivbau unter steilem geknicktem Viertelwalmdach. |

## Übrige Baudenkmäler
Hinweis: Anstelle der KGS-Nummer wird als Objekt-Identifikator (ID) die Grundstücksnummer verwendet.
| ID  | Foto |                 | Objekt                                           | Typ | Standort                             | Beschreibung |
| --- | ---- | --------------- | ------------------------------------------------ | --- | ------------------------------------ | ------------ |
| 2   | BW   | Datei hochladen | Speicher (1712)                                  | G   | Rütistrasse 1c 597448 / 219629       |              |
| 11  | BW   | Datei hochladen | Gemeindehaus / ehemalige Zehntenscheune (1796)   | G   | Hofacher 2 597540 / 219673           |              |
| 102 | BW   | Datei hochladen | Ofenhaus-Speicher (1787)                         | G   | Im Dorf 25 597461 / 220007           |              |
| 158 | BW   | Datei hochladen | Ehemaliges Bauernhaus (1770)                     | G   | Möösli 31 597993 / 219870            |              |
| 162 | BW   | Datei hochladen | Bauernhaus (1804)                                | G   | Rütistrasse 11 597348 / 219814       |              |
| 168 | BW   | Datei hochladen | Ehemaliges Doppelbauernhaus (1758)               | G   | Rütistrasse 19 597379 / 219884       |              |
| 169 | BW   | Datei hochladen | Bauernhaus (1834)                                | G   | Rütistrasse 23 597405 / 219907       |              |
| 169 | BW   | Datei hochladen | Speicher (1688)                                  | G   | Rütistrasse 23a 597414 / 219967      |              |
| 227 | BW   | Datei hochladen | Ehemaliges Doppelbauernhaus (1. Viertel 19. Jh.) | G   | Steinmatt 2 597886 / 219892          |              |
| 229 | BW   | Datei hochladen | Ehemaliges Bauernhaus (1845)                     | G   | Biezwilstrasse 15 597577 / 219524    |              |
| 231 | BW   | Datei hochladen | Bauernhaus (1805)                                | G   | Im Dorf 21b 597520 / 219988          |              |
| 280 | BW   | Datei hochladen | Bauernhaus (1850)                                | G   | Möösli 20 597899 / 219843            |              |
| 294 | BW   | Datei hochladen | Bauernhaus (1. Hälfte 18. Jh.)                   | G   | Schnottwilstrasse 11 597480 / 219587 |              |
| 308 | BW   | Datei hochladen | Käserei mit Wohnung und Laden (1910)             | G   | Im Dorf 3 597511 / 219748            |              |
| 330 | BW   | Datei hochladen | Ehemalige Mühle (4. Viertel 18. Jh.)             | G   | Möösli 32 598059 / 219809            |              |
| 338 | BW   | Datei hochladen | Bauernhaus mit Mühle (1840)                      | G   | Im Dorf 32 597601 / 220004           |              |
| 344 | BW   | Datei hochladen | Speicher (1794)                                  | G   | Rütistrasse 27a 597361 / 220081      |              |
| 357 | BW   | Datei hochladen | Ehemaliges Bauernhaus (1755)                     | G   | Lüterswilstrasse 14 597797 / 219662  |              |
| 359 | BW   | Datei hochladen | Ehemaliges Doppelbauernhaus (4. Viertel 18. Jh.) | G   | Rütistrasse 6 597479 / 219727        |              |
| 363 | BW   | Datei hochladen | Bauernhaus (1831)                                | G   | Im Dorf 13 597516 / 219832           |              |
| 368 | BW   | Datei hochladen | Speicher (1680)                                  | G   | Im Dorf 24a 597601 / 219811          |              |
| 688 | BW   | Datei hochladen | Doppelbauernhaus (1758)                          | G   | Im Holz 6 596844 / 219459            |              |